# Branko Mikulić
Branko Mikulić (v srbské cyrilici Бранко Микулић, 10. června 1928, Bugojno – 12. dubna 1994, Sarajevo) byl jugoslávský komunistický politik původem z Bosny a Hercegoviny. Mezi lety 1986 až 1989 byl předsedou Svazové výkonné rady (de facto vlády). Kromě toho zastával celou řadu jiných (převážně republikových) funkcí; byl například členem Předsednictva SFRJ.

## Život
Mikulić se narodil poblíž města Gornji Vakuf v Bosně a Hercegovině v roce 1928 do chorvatské rodiny. Jeho otec byl bohatým sedlákem, člen Chorvatské rolnické strany. Mikulić vystudoval gymnázium v Bugojnu a v roce 1943 se přidal k partyzánům. Jeho otec byl zástupcem na zemském antifašistickém zasedání Bosny a Hercegoviny (ZAVNOBiH). Po skončení války pokračoval Mikulić ve studiu ekonomie na záhřebské univerzitě.
Po dokončení studií se vrátil zpět do Bosny, kde se chtěl věnovat politice. Působil nejprve v Bugojnu. V roce 1965 se stal sekretářem Ústředního výboru bosenských komunistů. Za jeho předsedu byl zvolen hned příští rok. Mikulić byl představitelem stejné generace politiků, jako např. Hamdija Pozderac, či Džemal Bijedić.
V letech 1967–1969 byl předsedou bosenské Výkonné rady, de facto předsedou republikové vlády.
Mikulić se stal členem předsednictva (a později jeho předsedou) Bosny a Hercegoviny v době, kdy se v Sarajevu konaly olympijské hry. 80. léta byla právě pro celou Bosnu obdobím ekonomického růstu a rozvoje, ačkoliv vyplynula na povrch také i celá řada skandálů (Neum, Kecmanović, Agrokomerc).
Mezi lety 1986–1989 byl předsedou Svazové výkonné rady (de facto vlády). Do funkce se dostal v době, kdy bylo jugoslávské hospodářství na sestupné tendenci a bylo nezbytné provést řadu kroků, které by ekonomiku restrukturalizovaly. V zemi se rovněž postupně zhoršovaly mezietnické vztahy. Přestože byl Mikulić očekáván jako svazový premiér s velkými nadějemi, měl i nemálo kritiků, především ve Slovinsku. Mikulićova ekonomická politika nakonec nebyla úspěšná; za jeho vlády klesla kupní síla dináru a rovněž se dramaticky zvýšil zahraniční dluh (až na 21 miliard dolarů). Jeho vláda byla jedinou v dějinách SFRJ, která byla donucena k rezignaci. V březnu 1989 tak Mikuliće nahradil ve funkci neortodoxní ekonom Ante Marković.
Zemřel v roce 1994 během obléhání Sarajeva.